# Peter Sekaer
Peter Ingemann Sekaer f. Sekjær (9. juli 1901 i København – 14. juli 1950 i USA) var en dansk fotograf der i starten af 1900-tallet udvandrede til USA. Her blev han blev ansat af staten til at dokumentere vilkårene for de fattigste borgere under depressionen i trediverne. Han var en del af en senere anerkendt gruppe kunstnere omkring Walker Evans. Denne inkluderede navne som Helen Levitt, Berenice Abbott, Ben Shahn, og Ralph Steiner. Han boede i en periode hos Walker Evans i New York og assisterede ham i mørkekammeret i stedet for at betale husleje.
En del billeder af Peter Sekaer, kan ses i Den Sorte Diamant under Det Kongelige Bibliotek i København.

## Publikationer
Annemette Sørensen: Peter Sekaer, 1990, ISBN 87-7023-550-3, hft, Museum Tusculanum (Forlag).